# Markt Sankt Martin
Markt Sankt Martin is een gemeente in de Oostenrijkse deelstaat Burgenland, gelegen in het district Oberpullendorf (OP). De gemeente heeft ongeveer 1200 inwoners.

## Geografie
Markt Sankt Martin heeft een oppervlakte van 32,1 km². Het ligt in het uiterste oosten van het land.
Kadastrale gemeenten zijn Landsee, Neudorf bei Landsee en Markt Sankt Martin.
Deutschkreutz · Draßmarkt · Frankenau-Unterpullendorf · Großwarasdorf · Horitschon · Kaisersdorf · Kobersdorf · Lackenbach · Lackendorf · Lockenhaus · Lutzmannsburg · Mannersdorf an der Rabnitz · Markt Sankt Martin · Neckenmarkt · Neutal · Nikitsch · Oberloisdorf · Oberpullendorf · Pilgersdorf · Piringsdorf · Raiding · Ritzing · Steinberg-Dörfl · Stoob · Unterfrauenhaid · Unterrabnitz-Schwendgraben · Weingraben · Weppersdorf
- Gemeinsame Normdatei: 4996991-2
- Nationale Bibliotheek van Israël: 987011595777105171
- Virtual International Authority File: 246988298